# 洛斯帕拉西奥斯
洛斯帕拉西奥斯是古巴比那尔德里奥省的一座城市。
22°34′56″N 83°14′56″W / 22.5822°N 83.2489°W